# Saundra Edwards
Saundra Edwards (Los Angeles, 12 de março de 1938 - Palm Springs, 2 de junho de 2017) foi uma atriz e modelo americana.
Como atriz, ficou conhecida pelo seu trabalho em 77 Sunset Strip (1958), Hawaiian Eye (1959) e Parrish (1961). Foi casada com Tom Gilson e Lorin Kopp, matando o primeiro em legítima defesa em 1962.

## Carreira

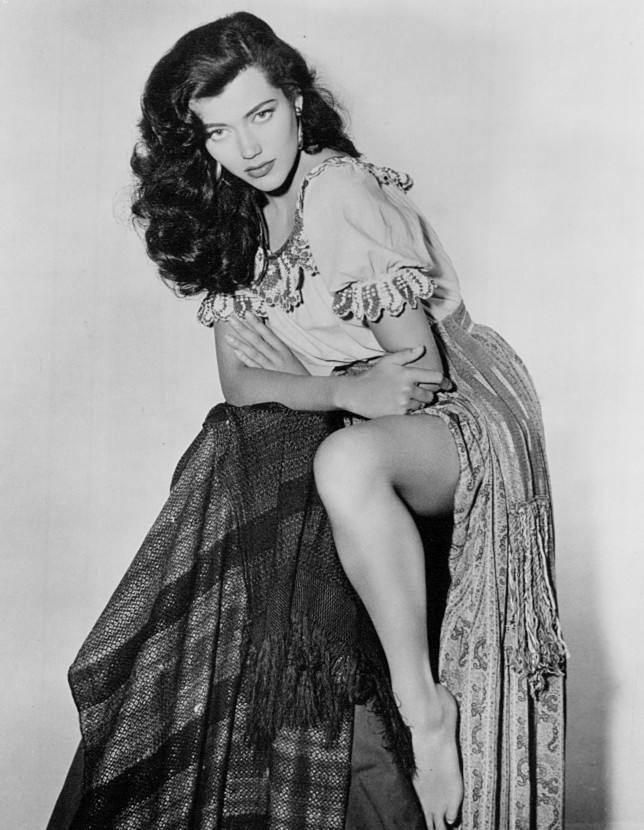
Edwards em Sugarfoot (1959)

Saundra Lee Edwards nasceu em 12 de março de 1938 em Los Angeles, na Califórnia. Foi Playmate da revista Playboy na edição de março de 1957. Sua página central foi fotografada por Peter Gowland.
Além de sua carreira de modelo para a Playboy e outras revistas masculinas, Edwards, que é parte Cherokee, foi showgirl em Las Vegas. Seus créditos como atriz — ela foi contratada pela Warner Bros. — incluem alguns filmes como The Crowded Sky (1960), Parrish (1961), A Fever in the Blood (1961) e muitos papéis na televisão em programas como Sugarfoot, Hawaiian Eye, Cheyenne e Maverick (no episódio de Maverick "Holiday at Hollow Rock" com James Garner em 1958).
Em 1958, Edwards apareceu como Vardis Coll em Cheyenne no episódio intitulado "Dead to Rights". Também em 1958, Edwards apareceu no episódio de Cheyenne intitulado "White Warrior" como Lois Whitton, ao lado de Clint Walker e do ator convidado Michael Landon. Nos créditos finais, seu nome é escrito como Sandra Edwards.
Em 1960, Edwards apareceu como Jane Emmett em Cheyenne no episódio intitulado "Alibi for the Scalped Man".

## Vida pessoal
Tendo sido casada anteriormente, aos 16 anos, com Lorin Kopp, seu empresário, com quem teve uma filha, Camille, nascida em 1956 (um filho, Steven, nasceu em 1959); Edwards se casou com o ator Tom Gilson em 8 de dezembro de 1961, e teve um filho chamado Thomas S. Gilson Jr., que nasceu no mesmo dia. Ela se separou de Gilson em agosto de 1962, quando ele se tornou abusivo, e depois disso ela foi morar com a irmã e o cunhado. Em 6 de outubro de 1962, Edwards matou Gilson com um tiro de escopeta no coração quando ele invadiu a casa onde ela estava hospedada, completamente bêbado e avançando em sua direção apesar dos repetidos avisos. Um júri do legista considerou mais tarde o tiroteio como homicídio justificável. O escândalo, no entanto, encerrou abruptamente sua carreira de atriz.